# Nicholas Bawlf
Pour les articles homonymes, voir Bawlf.
Nicholas Bawlf, dit Nick (né le 4 janvier 1884 à Winnipeg, au Manitoba - mort le 6 juin 1947 à Ithaca, dans l'État de New York aux États-Unis) est un joueur canadien de hockey professionnel de l'Association nationale de hockey,.

## Biographie
Il joue au sein du Club de hockey de Haileybury, les Comets, lors de leur unique saison dans l'Association nationale de hockey. L'équipe compte 4 victoires, 8 défaites, 77 buts inscrits contre 83 accordées aux adversaires. Au cours d'une des victoires sur le score de 15-3 contre les Canadiens de Montréal, Bawlf inscrit cinq buts. Le 31 janvier 1915, il voit ses droits vendus à ces mêmes Canadiens avec lesquels il joue une saison avant de rejoindre les Wanderers de Montréal en janvier de l'année suivante.

## Statistiques
| Saison    | Équipe                      | Ligue |    | Saison régulière | Saison régulière | Saison régulière | Saison régulière | Saison régulière |   | Séries éliminatoires | Séries éliminatoires | Séries éliminatoires | Séries éliminatoires | Séries éliminatoires |
| Saison    | Équipe                      | Ligue | PJ | B                | A                | Pts              | Pun              | PJ               | B | A                    | Pts                  | Pun                  |                      |                      |
| 1908-1909 | Collège d'Ottawa            | LHSCO | 6  | 19               | 0                | 19               | 9                | -                | - | -                    | -                    | -                    |                      |                      |
| 1910      | Comets de Haileybury        | ANH   | 4  | 10               | 0                | 10               | 5                | -                | - | -                    | -                    | -                    |                      |                      |
| 1911-1912 | North Stars de Fort William | LHNO  | 1  | 0                | 0                | 0                | 0                | -                | - | -                    | -                    | -                    |                      |                      |
| 1914-1915 | Shamrocks de Toronto        | ANH   | 7  | 2                | 0                | 2                | 8                | -                | - | -                    | -                    | -                    |                      |                      |
| 1914-1915 | Canadiens de Montréal       | ANH   | 9  | 6                | 0                | 6                | 12               | -                | - | -                    | -                    | -                    |                      |                      |
| 1915-1916 | Wanderers de Montréal       | ANH   | 7  | 1                | 2                | 3                | 10               | -                | - | -                    | -                    | -                    |                      |                      |

## Transactions en carrière
- Le 15 novembre 1909 : signe avec les Comets de Haileybury de l'ANH
- Le 7 décembre 1914 : signe avec les Shamrocks de Toronto de l'ANH
- Le 31 janvier 1915 : droits vendus aux Canadiens de Montréal de l'ANH
- Le 7 janvier 1916 : droits vendus aux Wanderers de Montréal de l'ANH